# Phytomyza major
Phytomyza major este o specie de muște din genul Phytomyza, familia Agromyzidae, descrisă de Malloch în anul 1913. Conform Catalogue of Life specia Phytomyza major nu are subspecii cunoscute.